# Anton Šajna
Anton Šajna, slovenski gradbeni inženir, * 4. februar 1941, Mozelj.
Osnovno šolo in gimnazijo je obiskoval v Sežani in Postojni, študij pa na Fakulteti za gradbeništvo in geodezijo v Ljubljani, kjer je diplomiral leta 1964. Je dobitnik študentske Prešernove nagrade za diplomsko delo.

## Življenje in delo
Anton Šajna se je rodil v Mozlju očetu Antonu in materi Mariji, kot tretji otrok. Kot vse kočevske vasi je italijanska vojska leta 1942 naselje požgala in očeta deportirala v internacijo. Mama se je z dvema malima otrokoma umaknila in preživela pol leta po porušenih vaseh in gozdovih Kočevske. Od oktobra 1942 do konca vojne je preživela s otrokoma v Kočevju in v Goriči vasi pri Ribnici. Anton ima zato status žrtve vojnega nasilja. Leta 1945 se je družina preselila na Primorsko, najprej v Divačo in nato v Sežano. Tu je dokončal osnovno šolo, nižjo gimnazijo in dva razreda višje gimnazije. Naslednja dva razreda je v gimnazijo hodil v Postojni, kjer je leta 1959 maturiral. Med počitnicami se je udeležil zveznih delovnih akcij, Avtocesta Ljubljana - Zagreb in Paračin – Niš.
Leta 1959 se vpisal na Fakulteto za arhitekturo, gradbeništvo in geodezijo, gradbeni oddelek v Ljubljani. Diplomiral je leta 1964 in se istega leta zaposlil, kot štipendist SGP Primorja iz Ajdovščine, kot operativni inženir na gradbišču v Novi Gorici. Istega leta se je poročil in dobil sina in kasneje še hčerko. Leta 1966 je odslužil vojaški rok in nadaljeval delo najprej kot projektant, operativni inženir in nato kot vodja gradbišča v Anhovem. Tu je vodil zahtevne gradnje (silose za cement, tovarno salonita, elektrarno Ajba). Leta 1971 je prevzel vodenje Projektivnega biroja Primorje. V tem obdobju je Primorje uvedlo tehnologije montažne gradnje, prednapetega betona in tunelske stanovanjske gradnje.
Po potresu v Posočju leta 1976 je prevzel mesto direktorja Projekta Nova Gorica. Leta 1979 pa vodenje gradbenega nadzora pri gradnji Hidroelektrarne Solkan in kasneje akumulacije Vogršček.
Leta 1986 in 1987 je bil tehnični vodja pri gradnji komunalne ureditve Luke Misurata v Libiji in letališča Boufarik v Alžiru.
Leta 1988 se je zaposlil na Slovenskih železnicah, najprej kot namestnik, nato kot član Poslovodnega odbora zadolžen za investicije. V tem času so Slovenske železnice pričele s prenovo Ljubljanskega železniškega vozlišča in železniške postaje ter s pripravami na gradnjo drugega tira železniške proge Ljubljana – Jesenice.
Leta 1993 je prevzel mesto direktorja Republiške uprave za ceste (RUC). Sodeloval je pri prestrukturiranju cestnega gospodarstva: del RUC se je preoblikoval v Direkcijo republike Slovenije za ceste (DRSC) kot organ v sestavi Ministrstva za promet, iz Cestnega inženiringa je nastala Družba za državne ceste (DDC), za gradnjo avtocest pa se je ustanovil DARS. Cestna podjetja so se privatizirala.
Slovenija se je vključila v mednarodno cestno združenje PIARC – World Road Association in ustanovila Nacionalni komite PIARC. Anton Šajna je bil član sveta PIARC in predsednik nacionalnega komiteja.
Leta 1998 je začasno prevzel mesto glavnega republiškega prometnega inšpektorja nato pa mesto direktorja Slovenskih cestnih podjetij.
Leta 2000 je bil imenovan za državnega sekretarja v Ministrstvu za promet, odgovoren za ceste. Anton Šajna se je tako ali drugače ves čas svoje poslovne poti ukvarjal s gradbeništvom, natančneje inženirskimi objekti. Leta 2003 se je upokojil, vendar nadaljeval svoje poslanstvo na različnih področjih. 
Po letu 2003 je sodeloval pri ustanovitvi strokovnih združenj: 
- Združenje za beton Slovenije in
- Združenje Slovenskih svetovalnih inženiringov.

Opravljal je naloge sekretarja v obeh združenjih: Združenje svetovalnih inženiringov (2004-2010) in Združenje za beton Slovenije (2004-2015).
Sodeloval je kot predsednik ali član projektnih svetov pri gradnji elektrarn na reki Soči (Plave 2, Doblar 2, Avče), Male elektrarne v Bosni in Hercegovini.
Sedaj vodi medobčinsko komisijo občin Hrpelje-Kozina, Divača, Sežana, pri gradnji drugega tira Divača-Koper, vodi svet za preventivo in vzgojo v cestnem prometu, deluje v Kraškem medobčinskem odboru za organizacijo kolesarske mreže. V prostem času pa se ukvarja s pohodništvom in kolesarjenjem.

## Pomembnejša dela
- Anton Šajna je avtor Priročnika za nadzor pri gradnji, ki ga je leta 2012 izdala Inženirska zbornica Slovenije.[2]
- Z vrsto referatov je sodeloval na strokovnih srečanjih, ki so jih organizirale Družba za raziskave v cestni in prometni stroki (DRC), IRMA, Združenje za beton Slovenije, itd.

## Priznanja in nagrade
- Študentska Prešernova nagrada za diplomsko delo »Temeljenje Luke Bakar« , 1965
- Priznanje PIARC, 2003
- Častni član Nacionalnega komiteja PIARC
- Častni član Združenja za beton Slovenije